# Гершаник, Роман Васильевич
Роман Васильевич Гершаник (18 февраля (2 марта) 1898, Елисаветград — 21 марта 1983, Москва) — советский живописец и график, мастер станковой живописи и политического плаката. Член союза художников СССР

## Биография
Родился в Елисаветграде (ныне Кропивницкий, Украина). Среднее образование получил в Зиновьевске, окончив в 1915 году 1-е Елизаветградское коммерческое училище и вечерние курсы рисунка под руководством Ф. Казачинского. В 1916 году переехал в Москву, где обучался в Политехническом институте, а затем в студии И. И. Машкова. С 1923 года проходил обучение во ВХУТЕМАСе.
В 1918 году совершил творческую поездку по Волге совместно с П. П. Соколовым-Скаля. В 1921 году побывал на Дальнем Востоке и в Маньчжурии, после чего принял участие в выставке в Харбине. В этот период вступил в Союз работников искусств. Работал во Владивостокском театре «Золотой Рог» в качестве художника-декоратора и актёра под псевдонимом Августинпольский
В мае 1926 года Гершаник принял участие в 8-й выставки «Жизнь и быт народов СССР» на которой было представлено две тысячи произведений различных художников. В день вернисажа выдалась теплая солнечная погода. На открытие выставки собралось десять тысяч человек. Прежде, чем распахнулись двери павильона, был организован митинг, на котором выступили Нарком просвещения А. В. Луначарский и президент Академии художественных наук П. С. Коган".
С 1925 по 1927 год работал художником в газете «Комсомольская правда». В 1929 году в качестве художника участвовал в экспедиции академика А. Е. Ферсмана, создавая зарисовки пустыни Каракумы, Ашхабада и Хивы.
В 1926—1932 годах состоял членом Ассоциации художников революционной России (АХРР).
В качестве иллюстратора сотрудничал с журналами «Красный перец», газетами «Батрак» и «Комсомольская правда».
В 1920—1930-х годах начал работать в экспрессивной живописной манере, характерной для выпускников ВХУТЕМАСа.

## Живопись
В 1930—1950-х годах создал цикл работ, посвящённых Гражданской войне:
- «Студенты КУТВА» (1926)
- «Агитаторша» (1931, Государственная Третьяковская галерея)
- «Белый террор» (1932)

После войны посвятил творчество мирной жизни и спорту:
- «На горной поляне» (1946)
- «Колхоз Дунино» (1947)
- «Под Москвой» (1947)
- «На лыжной прогулке» (1948)
- «Весеннее утро» (1949)
- «На тренировке» (1952)
- «Пионеры на стадионе Динамо» (1955)
- «Водный спорт» (1958)

## Плакаты
С 1930 по 1955 год работал в жанре политического и производственного плаката. По свидетельству кинооператора Владимира Нильсена Гершаник экспериментирует с различными перспективами. «В первомайском плакате 1930 года художники Михайлов и Гершаник использовали композиционное решение, основанное на сопоставлении двух различных ракурсов, могло родиться только под влиянием фотографии и кино. Резкое перспективное сокращение фигур полицейских и характерный обрез фигуры на первом плане специфичны для кинематографического построения кадра, снятого короткофокусным объективом».
Наиболее известные работы:
- «За власть советов» (1928—1932)
- «За интернациональную солидарность!» (1930)
- 1 MAI плакат (1930)
- «Комсомол — в ряды МОПРа!» (1930)
- «Все на борьбу с недогрузом». Москва : Худ. Издательское Акц. О-во АХР (1930)
- «Папе римскому наш ответ» (1930)
- «Наше дело правое — враг будет разбит!» (1941)
- «Зверь окровавленный, свастикой меченный…» (1942—1943) Худож. Р. В. Гершаник, стихи В. Липко. — Ташкент : Госиздат УзССР, (1942)
- «Работайте по часовому графику!» (1949)
- «Агрономы! Организуйте борьбу за высокие урожаи!» (1955)

Во время Великой Отечественной войны работал в «Окнах ТАСС», создавая агитационные плакаты.
Многие годы иллюстрировал книги для издательства «Детгиз».

## Книжная графика
- Фраерман, Р. «Шпион» (1937)
- Хамадан, Александр Моисеевич. «Гнев». Рассказы [о борьбе китайск. народа с япон. захватчиками] / Рис. Р. Гершаник. — Москва ; Ленинград : Детиздат, 1939 (Москва). — 200 с.
- Полевой, Борис Николаевич. «Золото». Роман : Рис. Р. Гершаника. — Москва : Детгиз, 1954. — 496 с.
- Гордиенко, Константин Алексеевич. «На заработках». Повесть. Авториз. пер. с укр. П. Карабана ; Рис. Р. Гершаника ; Под ред. А. Лейтеса. — Москва : Детгиз, 1954. — 184 с.
- Штительман, М. Е. «Повесть о детстве» (1956)
- Вершинин, Анатолий. «Плывущие против течения» Повесть / [Ил.: Р. Гершаник]. — [Изд., перераб.]. — Москва : Детгиз, 1945 96 стр. (переизание в 1956. — 175 стр.)
- Ивантер, Борис. «Выстрел» (1956, 1961)
- Вершинин, «Плывущие против течения» (1961)
- Клятва юных Рассказы : [Ил. Р. Гершаник]. — Москва ; Ленинград : изд. и ф-ка дет. книги Детгиза, 1945 (М.). — 96 с.
- Атаров, Николай Сергеевич. «Повесть о первой любви». Рис. Р. Гершаника. — Москва : Детгиз, 1955. — 224 стр.
- Исбах, Александр Абрамович. Золотые кувшинки Рассказы. Рис. Р. Гершаника. — Москва : Детгиз, 1957. — 192 с.
- Мелентьев, Виталий Григорьевич. «Трудный путь». Докум. повесть [о трактористе Маратов. МТС Ряз. об. И. Д. Пискареве].Рис. Р. Гершаника. — Москва : Детгиз, 1957. — 93 с.
- «История одной марки». Рассказы молдавских писателей : [Ил.: Р. Гершаник]. — Москва : Детгиз, 1959. — 78 стр..
- Морозова, Мария Андреевна. «В горах Забайкалья». Повесть : [Для сред. возраста] / Рис. Р. Гершаника. — Москва : Детгиз, 1963. — 176 с.

В 1937—1939 годах участвовал в оформлении Главного павильона ВСХВ (ныне ВДНХ), создав шесть живописных панно в зале «Культура» совместно с В. В. Хвостенко.

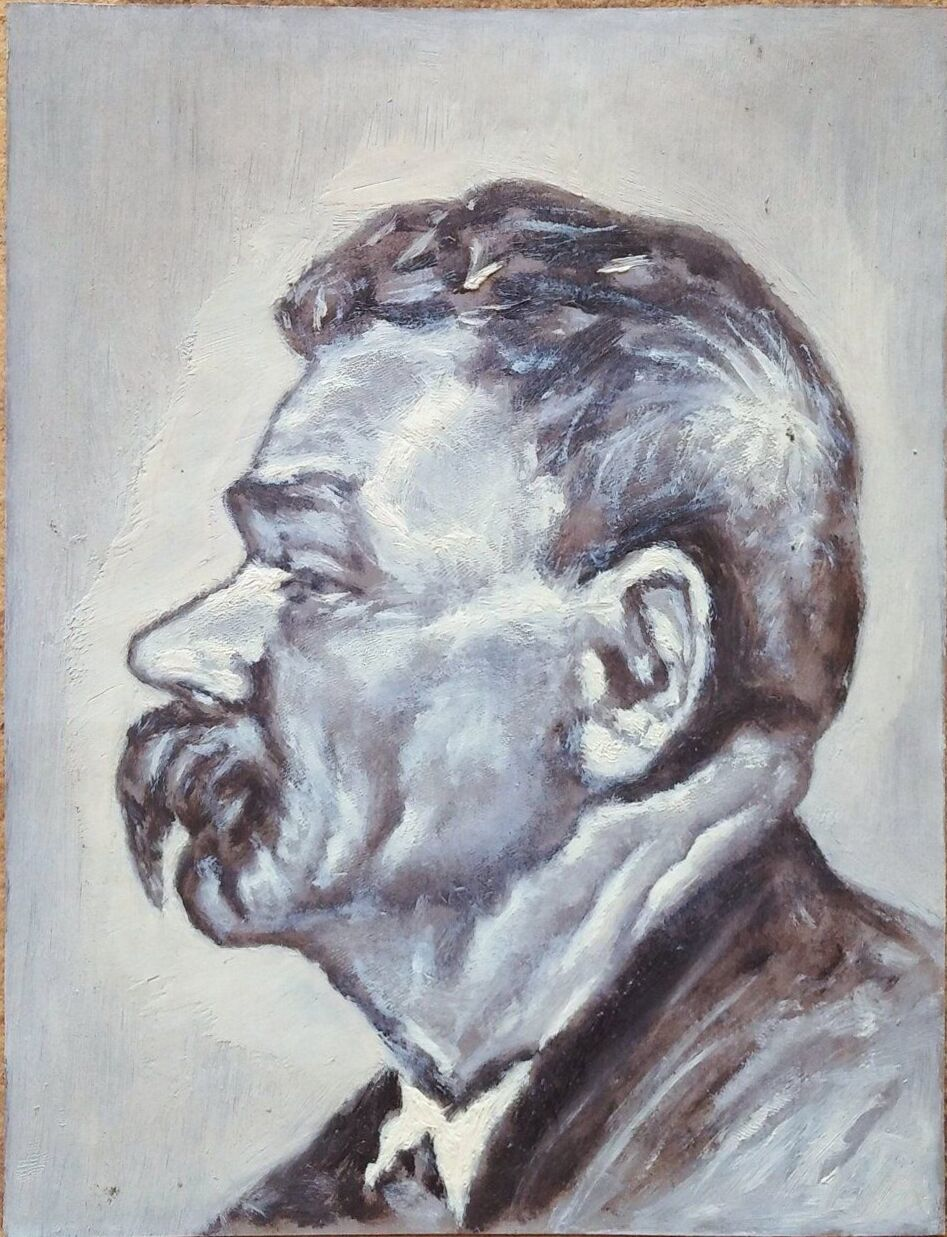
Роман Гершаник «Портрет Максима Горького»

## Эвакуация в Узбекистан
С 1941 по 1944 год находился в эвакуации в Узбекистане. За цикл портретов удостоен звания «Заслуженный деятель искусств Узбекской ССР» (1944)
После войны сотрудничал с журналами «Смена» и «Пионер».

## Выставки
- Выставка в Харбине (1921)
- 8-я выставка «Жизнь и быт народов СССР» (1926)
- Первая передвижная выставка живописи и графики (1929)
- Выставка графики, рисунка, плаката и книг (1930, Данциг)
- Первая всесоюзная выставка «Плакат на службе пятилетки» (1932, Москва)
- «Художники РСФСР за 15 лет» (1933—1934, Москва)
- «15 лет РККА» (1933—1935, Москва, Ленинград, Киев, Харьков)
- Выставки московских художников (1934, 1954, 1956, 1957)
- Всесоюзные художественные выставки (1946, 1947, 1955, 1957—1958)
- «Москва социалистическая» (1957)
- «40 лет ВЛКСМ» (1958)

Персональные выставки:
- Москва (1930, 1959, 1985 — мемориальная)
- Ташкент (1944)

## Музеи
Работы Гершаника хранятся в музеях России и зарубежья, среди них:
- Государственная Третьяковская галерея
- Вологодский государственный историко-архитектурный и художественный музей-заповедник
- Рыбинский государственный историко-архитектурный и художественный музей-заповедник
- Приморская картинная галерея
- Орловский музей изобразительных искусств
- Ростовский областной музей изобразительных искусств
- Национальный художественный музей Республики Беларусь (Минск)
- Государственный музей искусств Узбекистана (Ташкент)
- Николаевский художественный музей (Украина)
- Муромский историко-художественный музей
- Государственный музей истории российской литературы имени В. И. Даля
- Картинная галерея Красноармейска (Московская область)